# ليم كوك وينج
ليم كوك وينج (1945 - 1 يونيو 2021) كان أكاديميًا ماليزيًا وأستاذًا فخريًا. كان مؤسس ورئيس جامعة ليمكوك وينج للتقنية الإبداعية. كانت تربطه علاقات وثيقة مع نيلسون مانديلا. حصل على العديد من الجوائز الوطنية والدولية، ومن أبرزها وسام رفاق أو تامبو، ووسام المدافع عن المملكة، ووسام الولاء لتاج ماليزيا ووسام نجم ساراواك. حصل من قبل رئيس الوزراء على جائزة العلامة التجارية المرموقة للشركات في ماليزيا وآسيا والمحيط الهادئ التي تعترف بامتياز العلامة التجارية للشركات الدولية، وذلك لأفضل رئيس تنفيذي للفترة 2009-2010، أصبح عضوًا في قاعة المشاهير لإنجازاته الحياتية في نوفمبر 2014 وحصل على جائزة رجل العام في عام 2015.
توفي ليم كوك وينج في 1 يونيو 2021، عن عمر يناهز 75 عامًا.